# SwePol
SwePol — монополярний підводний кабель постійного струму високої напруги (HVDC) довжиною 254,05 км між півостровом Штерне біля Карлсгамна, Швеція, та Брусково-Велике, поблизу Слупська, Польща. 

Лінію відкрито у 2000 році і може передавати потужність до 600  МВт при напрузі 450 кВ.
Кабель має поперечний переріз 2100 мм². 
Він пролягає 2,22 км як підземний кабель від станції HVDC Штерне до берега Балтійського моря. 
Підводний кабель довжиною 239,28 км виходить на берег у Польщі біля Устки (54°34′25″ пн. ш. 16°46′57″ сх. д. / 54.57361° пн. ш. 16.78250° сх. д.) і проходить під землею решту 12,55 км до інверторної станції HVDC Брусково-Велике.
На відміну від інших монополярних схем HVDC, «Swepol» використовує металевий зворотний зв’язок, що складається з 2 кабелів із секціями 630 мм² для підводної частини лінії та одного кабелю з секціями 1100 мм² для наземних частин.
Спочатку належав і обслуговувався «SwePol Link AB», компанією, спільною власністю якої є державна шведська енергетична компанія Svenska Kraftnät (51%), Vattenfall (16%) і польський оператор системи передачі «PSE-Operator» (33%), але компанія була ліквідована, і кабель був придбаний «Svenska Kraftnät» для шведської та «PSE-Operator» для польської частини кабелю.
З моменту виходу в мережу сталося 11 випадків пошкодження кабелю: один на лінії високої напруги та 10 на зворотному. 
Серед причин — якорі кораблів, рибальські сеті, пожежа та збої в електромережі. 
14 лютого 2005 року згладжувальний трансформатор на станції HVDC у Брусково-Вельке був знищений вогнем. 
Ремонт тривав 20 годин.
Спочатку SwePol використовувався лише для експорту електроенергії до Польщі.
З січня по жовтень 2020 року Польща експортувала 1 225,9 ГВт-год електроенергії та імпортувала 12 573,1 ГВт-год порівняно з 872,8 ГВт-год і 9 326,7 ГВт-год за аналогічний період 2019 року. 
Найбільший імпорт був з Німеччини 3 222,2 ГВт-год, Швеції 3 195,9 ГВт-год і Чехії. 2561,5 ГВт. 

Польський енергетичний ринок зіткнеться з обмеженням пропозиції з 2025 року, коли посилення правил ЄС щодо викидів CO2 заводами призведе до виходу з системи майже 5 ГВт теплової потужності, попередив національний оператор. 